# Charles Moeller
Charles Moeller (Bruselas, 12 de enero de 1912 – Bruselas, 3 de abril de 1986) fue un sacerdote, teólogo y escritor belga que sobresalió como crítico literario.

## Biografía
Charles Moeller nació en Bruselas el 12 de enero de 1912. A los trece años fue llevado por su hermano a una reunión ecuménica organizada por Lambert Baudouin, un defensor entusiasta de la unión de las iglesias mundiales. Influido por ello y, de un modo más constante, por el ejemplo del Cardenal Mercier, Moeller decidió convertirse en sacerdote. Luego de estudiar y diplomarse en Humanidades Clásicas en el Instituto Saint-Boniface en Ixelles, ingresó en el seminario de Malinas. 

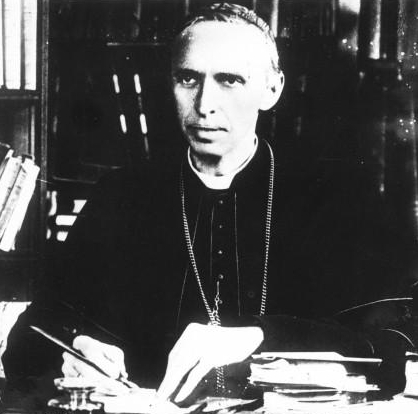
Cardenal Mercier, 1914

Ordenado sacerdote en 1937, fue nombrado profesor de “segunda greco-latina” en el colegio Saint-Pierre de Jette, donde permanecerá durante doce años. En 1942 se doctoró en teología por la universidad de Lovaina. La preparación de sus cursos de literatura lo impulsó a enfrentar los aportes tanto de la fe como del humanismo. Como fruto de esa confrontación aparecerán luego sus obras  Humanismo y santidad  (1946) y  Sabiduría griega y paradoja cristiana (1948). De 1949 a 1954 fue “maitre de conférences” de la universidad de Lovaina, “chargé de cours” allí mismo desde 1954, y, desde octubre de 1956, catedrático.  Antes, en 1954, asumió el cargo de Director del “Home Congolais”, una especie de Colegio Mayor para estudiantes provenientes del Congo Belga y de Ruanda que estudiaban en la universidad de Lovaina.

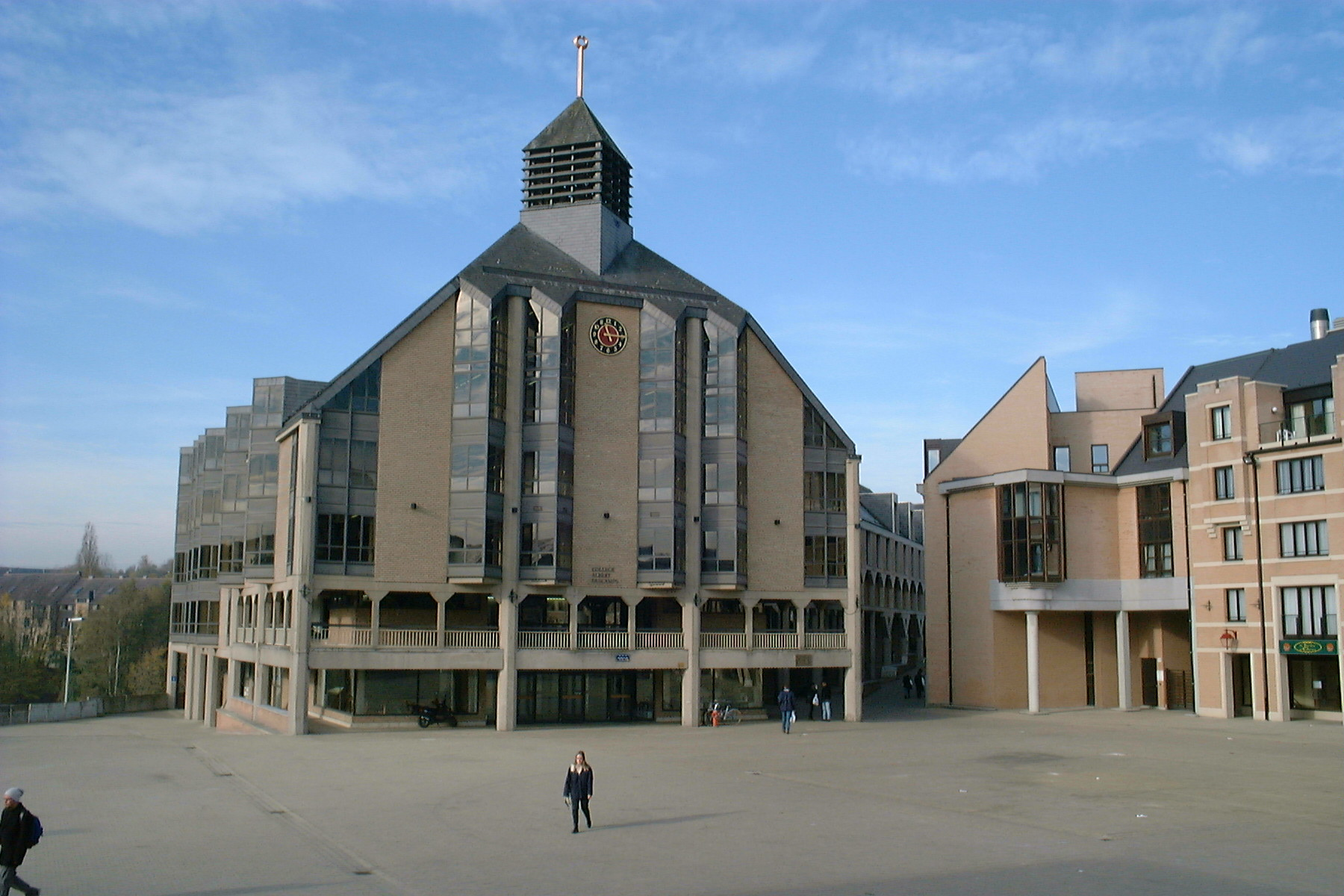
Universidad de Lovaina la Nueva

Tiempo después de su ingreso en la universidad de Lovaina, Moeller comenzó a pronunciar, en el hemiciclo del aula magna de la universidad, unas conferencias abiertas para todos quienes cursaban en esa institución. Eran charlas acerca de los autores más leídos en esa época, partiendo de la fe. Autores como Simone Weil, Julien Green, Franz Kafka, Aldous Huxley, André Gide, eran analizados como representantes de los distintos dramas espirituales del hombre contemporáneo. De todo ello surgió después su monumental obra en seis tomos titulada Literatura del siglo XX y Cristianismo, la cual aparecerá entre 1953 y 1993, el último volumen en forma póstuma. Esta apertura de Moeller, anterior al Concilio Vaticano II, le provocó algunos problemas con la jerarquía eclesiástica, aunque su probidad (Moeller solía enviar sus estudios a los autores antes de publicarlos) y capacidad de análisis le consiguieron por otro lado el reconocimiento de intelectuales y lectores en general. Albert Camus le escribió una carta manifestándole su agradecimiento y su acuerdo por el trabajo dedicado a él.
Debido a su capacidad como teólogo, fue invitado a participar en el Concilio Vaticano II, donde tuvo una participación destacada en la redacción del Esquema XIII, “La Iglesia en el mundo”, trabajo del que surgiría la encíclica Gaudium et Spes. Luego de esto fue nombrado subsecretario de la Congregación para la Doctrina de la Fe, y, más adelante, el papa Paulo VI lo convirtió en rector del Instituto Ecuménico de Jerusalem. En 1970 ingresó en la Academia Real de Lengua y Literatura Francesas de Bélgica. Falleció en Bruselas, el 3 de abril de 1986, cuando se aprestaba a participar en el Curso Internacional de Alta Cultura, en Venecia, para desarrollar el tema “Nuevas vías en la hermenéutica de la literatura”.

## Obra principal
En la obra de Charles Moeller se destacan dos títulos: Sabiduría griega y paradoja cristiana  y  Literatura del siglo XX y Cristianismo. En la primera de estas obras se contraponen las visiones griega y cristiana acerca del mal, del sufrimiento y de la muerte. Su estructura está dividida en tres partes: El problema del mal en Homero, en los trágicos griegos, en Shakespeare, en Racine y en Dostoievski. El problema del sufrimiento en Homero, en los trágicos griegos y Shakespeare. El problema de la muerte en Homero, en Platón, en Cicerón, en Virgilio y en el Paraíso de Dante Alighieri. Para Moeller la antigüedad griega “es un grito al dios de la misericordia, para que el mundo divino sea racional, equilibrado, bello como el mundo humano que los griegos soñaban”. Frente al estoicismo y la resignación que los griegos oponían al destino trágico, los judíos, según lo indica el salmo 50 de David, oponían ya, como algo novedoso, la esperanza en la misericordia divina. A esto, el cristianismo le añade la dimensión del pecado y de la Gracia. Algo que hoy, cuando palabras como angustia, absurdo, abandono, nada, se repiten sin cesar, debe ser reafirmado. “Luchar y ponerse de rodillas” es la frase final con que Moeller reúne al héroe heleno y al santo cristiano.  
Literatura del siglo XX y cristianismo consta, como ya se señaló, de seis volúmenes, y con su publicación logró Moeller la celebridad y una admiración unánime. El primer volumen, cuyo subtítulo es El silencio de Dios, trata sobre Albert Camus, André Gide, Aldous Huxley, Simone Weil, Graham Greene, Julien Green y Georges Bernanos. Según el autor, tanto Camus como Gide representan la actitud del “honette homme” (hombre honrado) de la época clásica ante el silencio de Dios. “Aguardar, pese a todo, el progreso del hombre, contentándose con las cartas que se tienen”: tal el mensaje último de Gide. “Luchar contra «la peste», por honradez, conociendo que no existe ninguna esperanza de vencerla”: tal el mensaje de Camus. Huxley y Simone Weil, en tanto, se entregan a “la vieja tentación romántica de la gnosis, que duerme en el corazón de la humanidad”. Aun así, ambos reflejan en su obra —y es lo que rescata su testimonio— “la preponderancia de ese «trascendente»   que tantos ahora se obstinan en negar”.  Greene, Bernanos y Julien Green, por su parte, transmiten algo bien distinto. Esperar contra cualquier esperanza, como el patriarca Abraham, es el mensaje de Graham Greene; amar, dar su propia alegría, con libertad, para que los demás la posean, el mensaje de Bernanos; y creer en lo invisible a pesar de todo, el de Julien Green. 

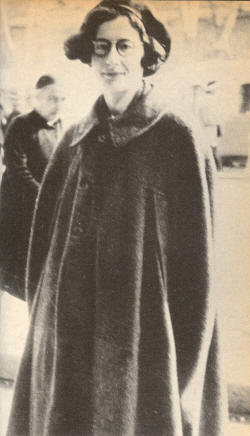
Simone Weil o la incredulidad de los creyentes

El segundo volumen, subtitulado La fe en Jesucristo, analiza a Jean-Paul Sartre, a Henry James, a Roger Martin Du Gard y a Joseph Malègue. Para Moeller, el autor de El ser y la nada es “testigo de un «humanismo» aplastado bajo un techo demasiado bajo, el de una naturaleza prisionera de la fascinación de las apariencias y que desea bastarse a sí misma”. Demostrar la fragilidad de ese humanismo basado en el ateísmo es la finalidad de su estudio. Henry James, por su lado, “nos ha descrito el mal in propia persona, paseándose por las calles, con la sonrisa en los labios. Es tan profundo, que sobrepasa la sociedad mundana de la Europa anterior a la guerra de 1914: lo que nos describe, en un caso individual, es realmente el mal universal”. Y ese mal, agrega Moeller, tiene como nombres disimulo, traición, mentira; se llama “egotismo”. De Martin Du Gard analiza su novela Jean Barois, el itinerario del personaje, desde la infancia hasta la muerte, para ver de qué manera la trayectoria de este hombre que nació en la fe, la perdió, entregándose a la mística dreyfusista, luego la recobró poco antes de morir, “nos ilumina acerca de la faz verdadera de la creencia cristiana”. De igual modo procede con Malègue, cuyo libro Agustín o el Maestro está ahí responde, según Moeller, con mucha más profundidad y matices, al Jean Barois  de Du Gard; y le permite sintetizar esos aspectos de la fe que este segundo tomo de su obra se propone aclarar: libre, razonable, sobrenatural.       

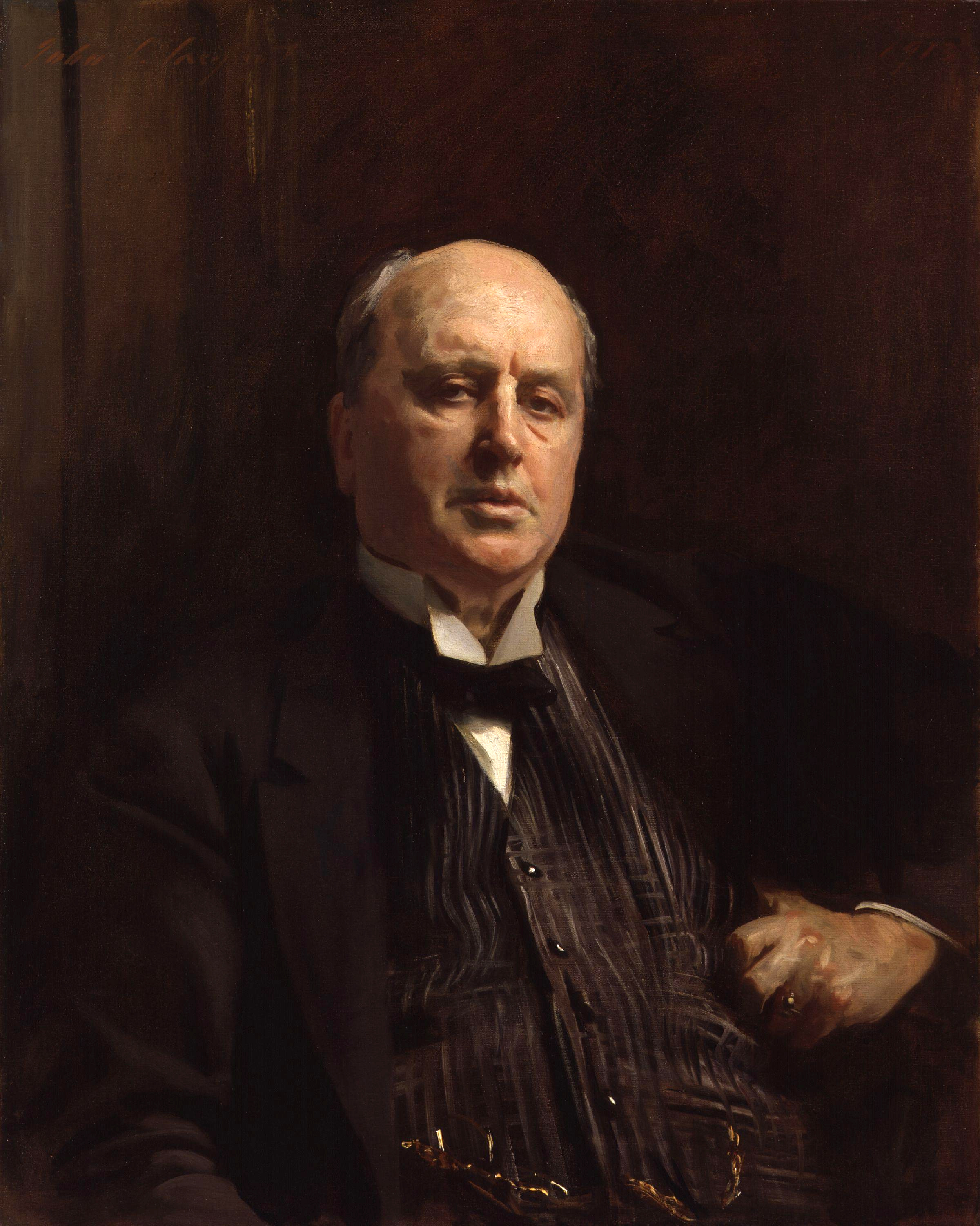
Henry James o el ateísmo mundano (óleo de John Singer Sargent)

El tercer volumen de la serie se subtitula La esperanza humana  y estudia a André Malraux, a Franz Kafka, a Vercors (seudónimo de Jean Bruller), a Mijaíl Sholojov, a Thierry Maulnier, a Alain Bombard, a Françoise Sagan y a Ladislao Reymont. Malraux, como Marx y como Nietzsche, es para Moeller “el hombre del conflicto, de lo incompatible”. Es alguien que rehúsa someter al hombre a una realidad cualquiera, tanto viva como muerta. “Repudia el combate del hombre contra el hombre; quiere que los hombres, fraternalmente unidos, se alcen contra el destino.” Con respecto a Kafka, cuyo estudio y el de Malraux son los más extensos del volumen, Moeller aclara que no pretende afirmar sino aproximarse. Y que lo hará invitando al lector a abandonar la idea instalada que considera a Kafka un creador de mitos que buscan el absoluto divino. Aquí se tratará de caminar de modo pedestre en busca de un hombre que no pretendió sino vivir aquí abajo. “Precisamente porque la esperanza de Kafka se refiere a este mundo —no digo que niegue el otro, sino que peregrina ante todo  hacia el de aquí abajo—, es por lo que el escritor checo figura en este libro, consagrado a la esperanza de los hombres”. En Vercors destaca la idea de que el hombre está “des-naturalizado” porque solamente él se ha disociado del mecanismo del instinto con el que la naturaleza, ese gran todo inconsciente e incognoscible, persigue sus fines. El hombre, según esto, “cometió secesión, cisma, el día en que se desterró a sí mismo de la paz del gran todo y comenzó a lanzar hacia el cielo una interrogación”. De Sholojov estudia A orillas del Don apacible, a la que considera una gran novela, que nos hace tomar a manos llenas esa “tierra” tan necesaria luego del mundo intenso de Malraux y de las indagaciones agobiadoras de Kafka, y en la que todos sus personajes pueden repetir la frase que pronuncia uno de ellos: “Cada uno vive de su esperanza”. Thierry Maulnier, con sus dramas El profanador y La casa de la noche, desea, según Moeller, hacernos reflexionar frente a una imagen humana perteneciente a todos los tiempos. “En el centro de esta obra notable —escribe— está el conflicto, que el autor considera insoluble, entre la política y la vida, de una parte, y la compasión, la ternura y el amor, de otra”. Alain Bombard no es escritor sino un médico joven que se embarcó en una pequeña canoa y atravesó el océano Atlántico en sesenta y cinco días para demostrar la falacia de ciertos tópicos acerca de la vida de un náufrago en el mar. Moeller, partiendo del diario que Bombard escribió a bordo de su bote, opone la esperanza y la voluntad de vivir a la vida superficial, de comodidades y tedio, en la que gran parte de la sociedad europea había caído hacia finales de la década de 1950-1960. Una sociedad que Françoise Sagan, la próxima autora analizada, refleja en sus obras, en las que Moeller halla como corolario la mentira convencional acerca de que solamente la dicha justifica la existencia, y, también, que el amor en estas obras, único remedio para la soledad “que espanta a los personajes”, lamentablemente “se funda en un error (se ama sin ser amado, y la persona amada ama, a su vez, a quien tampoco le corresponde, etc…) o es precario”. De Ladislao Reymont, por último, estudia su obra Los campesinos, cuya grandiosidad, expresada a través de una sencillez campestre y ancestral “nos conmueve porque reúne en una sola gavilla los temas de este libro: la grandeza del hombre, la realidad de una tierra prometida, el tesoro de las leyendas”.    

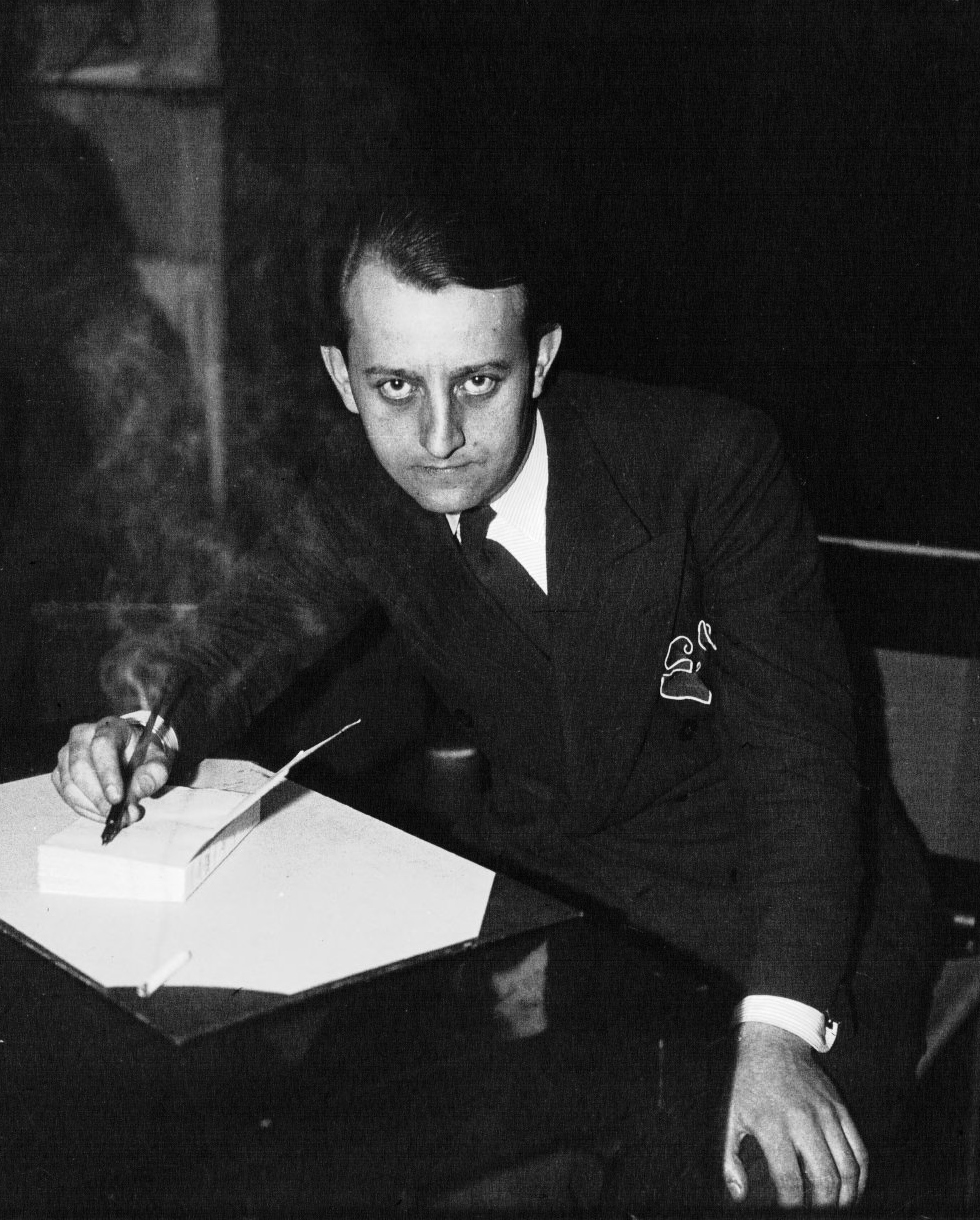
André Malraux o la esperanza sin tierra prometida

El cuarto volumen, La esperanza en Dios nuestro Padre, reúne estudios sobre Ana Frank, Miguel de Unamuno, Charles Du Bos, Gabriel Marcel, Fritz Hochwälder y Charles Peguy. En Ana Frank destaca “ese leve desprendimiento, esa ligerísima saturación que, en el curso de la adolescencia, hace que un espíritu joven se desligue del mundo propiamente religioso para orientarse hacia la afirmación de su fuerza moral”. De Unamuno afirma que sus errores, “el eternismo, el tragicismo, el idealismo de la conciencia, el odio de la razón… son productos sustitutivos de la fe perdida”. Pero agrega que “la auténtica, la vigorosa, la desgarradora importancia de la religiosidad de Unamuno está en la nostalgia de la inmortalidad”. El mundo filosófico de Gabriel Marcel es para Moeller “una especie de platonismo de la comunión de los espíritus. Si rechaza el aspecto conceptual y la dialéctica del platonismo, en cambio toma de él la idea de una participación en otro reino, en otra luz… Recoge el movimiento ascendente que, sin abandonar jamás este mundo existencial, propulsa a los seres hacia ese otro reino vislumbrado en las sombras de nuestra condición cautiva”. De Charles Du Bos acompaña, a través de las páginas del Diario  de éste, su “peregrinación hacia la esperanza”, a la que llegó, según su conclusión, por el camino del amor. Para Moeller, el problema central en las piezas del dramaturgo Fritz Hochwälder  “es el establecimiento de la justicia y de la paz sobre la tierra”, y el reflejo de su angustia por ver cómo una y otra vez ese Reino se retrasa. Charles Peguy “no es el poeta fácil de la pequeña esperanza, que aviva en nosotros la nostalgia del pasado”, sino que habiendo “explorado los arcanos de la miseria y de la desgracia, ha descubierto la causa profunda de la desesperación que acecha al hombre”. Y los términos recurrentes en sus poemas “recubren una teología grandiosa, exacta, profunda”.

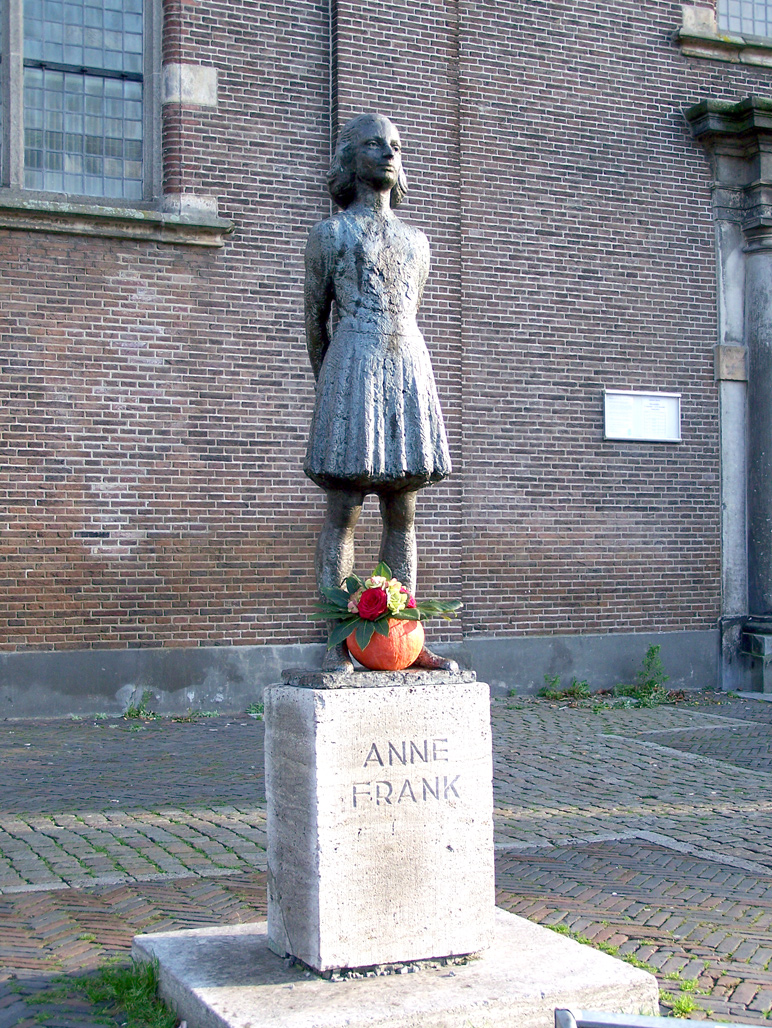
Ana Frank o la esperanza antes de la esperanza (estatua en Utrecht)

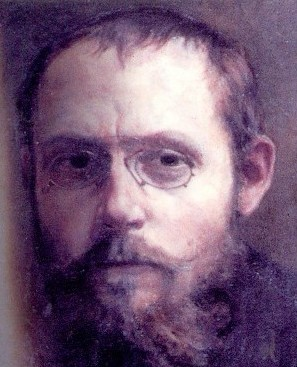
Charles Peguy o la esperanza de la resurrección (óleo de Jean-Pierre Laurens)

El volumen quinto, Amores humanos, estudia a Françoise Sagan, a Bertolt Brecht, a Antoine de Saint-Exupéry, a Simone de Beauvoir, a Paul Valéry y a Saint-John Perse. La obra de Françoise Sagan, a quien había dedicado un estudio muy breve en el tomo anterior, es considerada aquí por Moeller como una especie de pórtico, frecuentado por muchos transeúntes, curiosos, soñadores, el cual, si nos detenemos ante él, “nos mostrará quizá una puerta que dé paso a una morada en que se descubra mejor el secreto del amor”. De Bertolt Brecht dice que conservó hasta el último día la esperanza de que un día se establecería una sociedad mejor, pero aun así se sintió cada vez “más rebasado por la realidad”. En sus piezas teatrales, dice Moeller, y más allá de las esperanzas marxistas que siempre se comunican de manera explícita, “hay una evidencia de la condición humana que ninguna organización puramente económica y social podrá remediar”. Saint-Exupéry no utiliza su pasión por la aviación para vivir una vida peligrosa, sino como un medio para descubrir al hombre y al universo, para recuperar una verdad campesina. Sin ceder jamás a un lirismo fácil, es, para Moeller, “el poeta del planeta, visto por el aviador”, y quien a través de su experiencia “encuentra a Dios como el nudo que ata, invisiblemente, todos los otros vínculos del espíritu y da sentido a la vida y a la muerte”. Simone de Beauvoir, afirma Moeller, “nos recuerda con toda su vida y toda su obra” que es siempre imposible el intento de separar el amor del hombre y de la mujer de su inserción en la sociedad. La dimensión de la autora de El segundo sexo sitúa a ese amor, “como en su centro de gravedad, en la conciencia de las responsabilidades sociales, económicas, políticas y culturales”. Tras la máscara de Valéry, de sus escarceos con el ídolo intelecto, se ocultaba “un ser sensible, cuya afectividad corría el riesgo de degenerar incesantemente; por eso la bloqueó con la violencia conocida”. Moeller encuentra que Valéry fue grande a pesar de sus teorías, que sus poemas, que no pretendían ser poemas, son grandes a pesar de sus teorías. Y que fue el testigo “de un misticismo sin Dios: necesidad de una realidad absoluta, pero también imposibilidad de descubrir esta realidad”. En Saint-John Perse halla Moeller “el fuego que abrasa el corazón del hombre, el que abrasó el corazón de Pascal, pero también el que está presente en el universo”. Esa poesía de los elementos es una “terraza abierta a todos los vientos, donde vemos abrirse caminos que nos llevan de nuevo hacia el universo, hacia el cosmos”.  
El sexto y último volumen, Exilio y Regreso, analiza a Marguerite Duras, a Ingmar Bergman, a Valery Larbaud, a François Mauriac, a Sigrid Undset y a Gertrud von Le Fort. El universo de Durás, según encuentra Moeller, oscila siempre entre dos extremos, el de la desgracia que se abate sobre los seres, en un caso, y el de la elección de esta desgracia, en el otro. “En el vacío de esta fría desesperanza se puede siempre, no obstante, adivinar la voluntad de desprenderse de las ataduras de la pasión mortal, de atravesar un día el espejo: el deseo.” También en el cineasta Bergman el espejo es un instrumento activo del conocimiento. “Permite que uno se interrogue a sí mismo. No refleja juegos ya hechos, sino que, presentándonos la imagen de lo que tal vez somos, de lo que podríamos ser, ayuda a reflexionar sobre el sentido de la vida.” El espejo y la ternura son, para Moeller, elementos esenciales en la obra del director sueco. En ciertos momentos privilegiados, solamente la ternura puede “romper la pesadilla de la soledad humana y del silencio de Dios”. En Valéry Larbaud, en su obra Barnabooth, destaca Moeller el deseo de recuperar el espíritu de la infancia, el cual “torna al hombre disponible ante Dios, le restituye la facultad de humilde acogida, por la que el alma del hombre se abre a las luces de lo alto”. Mauriac, en medio del drama que la esperanza cristiana debe enfrentar, drama hecho de la desesperación existencial, de la angustia de los cristianos extraviados en la jungla de los sentidos y del dolor, nos confía, por medio de uno de sus personajes, este secreto que Moeller juzga esencial: “Sí, Michéle, ahora sé que existe el amor en este mundo; pero está crucificado, y nosotros con él”. El amor y la Cruz están también en el núcleo de la obra de Sigrid Unsedt, cuya trilogía  Christine Lavransdatter  (La corona, La mujer, La cruz) es analizada aquí. Después de haber conocido el camino “agreste” de la rebeldía, Christine regresa al camino de la casa del padre —y del Padre— comprendiendo el simbolismo de la cruz que su padre le había regalado una vez. Y esta cruz, aceptada, “se hace fuente de comunión con todos los hombres, reinvención del vínculo de amor divino que une a todos los hombres entre ellos, en Dios, y del que proceden los amores humanos”. En la obra de Gertrud von Le Fort se enfrentan el amor de quien entrega su vida y la rebeldía de quien hace del ateísmo una mística. En El velo de Verónica,  integrada por las novelas Las fuentes de Roma  y La corona de los ángeles, von Le Fort analiza “con increíble penetración la coordinación entre fe e incredulidad, entre Iglesia y mundo ateo”, para concluir que “el abismo que separa a creyentes y ateos nunca será franqueado”. Y esa “necesidad de unidad, sobre todo en el momento en que descubrimos la dimensión planetaria de los problemas culturales y políticos”, von Le Fort la imagina siempre frustrada: “Su obra demuestra que es imposible realizar de modo duradero un único Imperio que domine el mundo”.

## Obras en francés
- Humanisme et sainteté. Témoignages de la littérature occidentale, Casterman, Paris, 1946
- Sagesse grecque et paradoxe chrétien, Casterman, Tournai-Paris, 1948
- ” Blondel, la dialectique de l'unique nécessaire “ in Au seuil du christianisme, Les Éditions Universitaires / Lumen Vitae, Paris-Bruxelles, 1952, p. 99–157
- Littérature du XXe siècle et christianisme (6 tomes), Casterman, Paris,  1953-1993
  - I. Silence de Dieu
  - II. La foi en Jésus-Christ
  - III.  Espoir des hommes
  - IV. L'espérance en Dieu notre Père
  - V. Amours humaines
  - VI. L'exil et le retour
- L'Homme moderne devant le salut,  Les Éditions Ouvrières, coll. “Points d'appui”, Paris, 1965
- Mentalité moderne et évangélisation, Lumen Vitae, Paris-Bruxelles, 1967, 3e éd.
- L'Élaboration du schéma XIII, Casterman, Paris, 1968

## Obras en español
- Literatura del siglo XX y cristianismo. Tomo I. El silencio de Dios. Editorial Gredos, Madrid, 1954. Traducción de Valentín García Yebra
- Literatura del siglo XX y cristianismo. Tomo II. La fe en Jesucristo. Editorial Gredos, Madrid, 1955. Traducción de José Pérez Riesco
- Literatura del siglo XX y cristianismo. Tomo III. La esperanza humana. Editorial Gredos, Madrid, 1958. Traducción de Valentín García Yebra
- Literatura del siglo XX y cristianismo. Tomo IV. La esperanza en Dios nuestro Padre. Editorial Gredos, Madrid, 1960. Traducción de Valentín García Yebra
- Literatura del siglo XX y cristianismo. Tomo V. Amores humanos. Editorial Gredos, Madrid, 1975. Traducción de Valentín García Yebra
- Literatura del siglo XX y cristianismo. Tomo VI. Exilio y Regreso. Editorial Gredos, Madrid, 1995. Traducción de Soledad García Mouton y Valentín García Yebra
- Sabiduría griega y paradoja cristiana. Ediciones Encuentro, Madrid 2008. (1ª traducción en Editorial Juventud, Barcelona, 1963. Traducción de María Soledad Raich Ullán)
- Mentalidad moderna y evangelización. Editorial Herder, Madrid, 1964. Traducción de Enrique Martí Lloret